# Énimie
Énimie est une sainte de l'Église catholique, présentée comme étant une princesse mérovingienne, fille de Clotaire II et donc sœur de Dagobert Ier. Selon la légende elle aurait donc vécu au VIIe siècle.
Il est cependant établi qu'Énimie n'a jamais existé ; la légende hagiographique date du XIIe siècle et aucune source du Haut Moyen Âge n'indique son existence.

## Légende de sainte Énimie
L’histoire de sainte Énimie est connue grâce à deux textes largement postérieurs :
- la Vita, inventio et miracula sanctae Enimiae (fin XIe siècle ou début XIIe siècle) rédigée par un prosateur latin[3],
- un poème de 2 000 vers écrit par le troubadour Bertran de Marseille : La vida de Santa Enimia[2] datant du XIIIe siècle.

### La lutte contre la lèpre
Selon la légende rédigée au XIIe siècle, l'éclatante beauté de la jeune princesse mérovingienne suscite bien des convoitises parmi les nobles du royaume. Celle-ci s'évertue à soigner les pauvres, les boiteux, les lépreux. Lorsqu'elle arrive à l'âge de trouver un époux, son père lui impose plusieurs prétendants, que l'intéressée  refuse. La vertueuse princesse se dit mariée à Dieu et au Christ. Son père prépare cependant ses épousailles, alors implore-t-elle le Seigneur de lui venir en aide afin de conserver sa pureté. Dieu l'exauce, et lui inflige la lèpre, terrible maladie qui défigure la princesse. Durant des années, nul médecin ne parvient à la guérir. La jeune princesse implore à nouveau l'aide de Dieu. Un ange messager apparaît et lui dit : « Rends-toi avec ton escorte dans la lointaine province du Gévaudan, dans un lieu appelé Burlatis. Les bergers te guideront vers une source dont l'eau guérira les plaies de ton corps ». La princesse et son escorte se mettent en route.
Arrivé en Gévaudan, le cortège ne parvient pas à trouver Burle, et en demandant le chemin d'une source pouvant guérir, une femme lui indique une source. Cependant l'ange apparaît à nouveau lui indiquant que la source dans laquelle elle se baigne n'est pas celle recherchée. Elle se trouvait alors à Bagnols-les-Bains où « Dieu fait là de puissantes choses, pour ceux qui viennent chercher la santé ».
Le cortège se dirige, lui, vers le Tarn et trouve enfin la source de Burlatis. Énimie baigne son corps meurtri dans l'eau froide et bleue de Burle, implore le seigneur, et guérit par miracle.
Le cortège décide donc d'entamer le chemin du retour, mais la maladie réapparaît à peine arrivés sur le causse qui domine Burlatis. Elle retourne alors à la source où le miracle de la guérison se reproduit, mais elle ne peut à nouveau atteindre le causse. Ce n’est qu’après un troisième bain qu'elle comprend les vues de la Providence : rester à jamais dans cette région.

Elle décide donc de s'installer, aménageant une grotte qu'elle vient de découvrir, renvoyant ainsi son cortège pour ne garder que sa filleule. Sa cour, elle, s'installera visiblement dans des hameaux du bord du Tarn. 

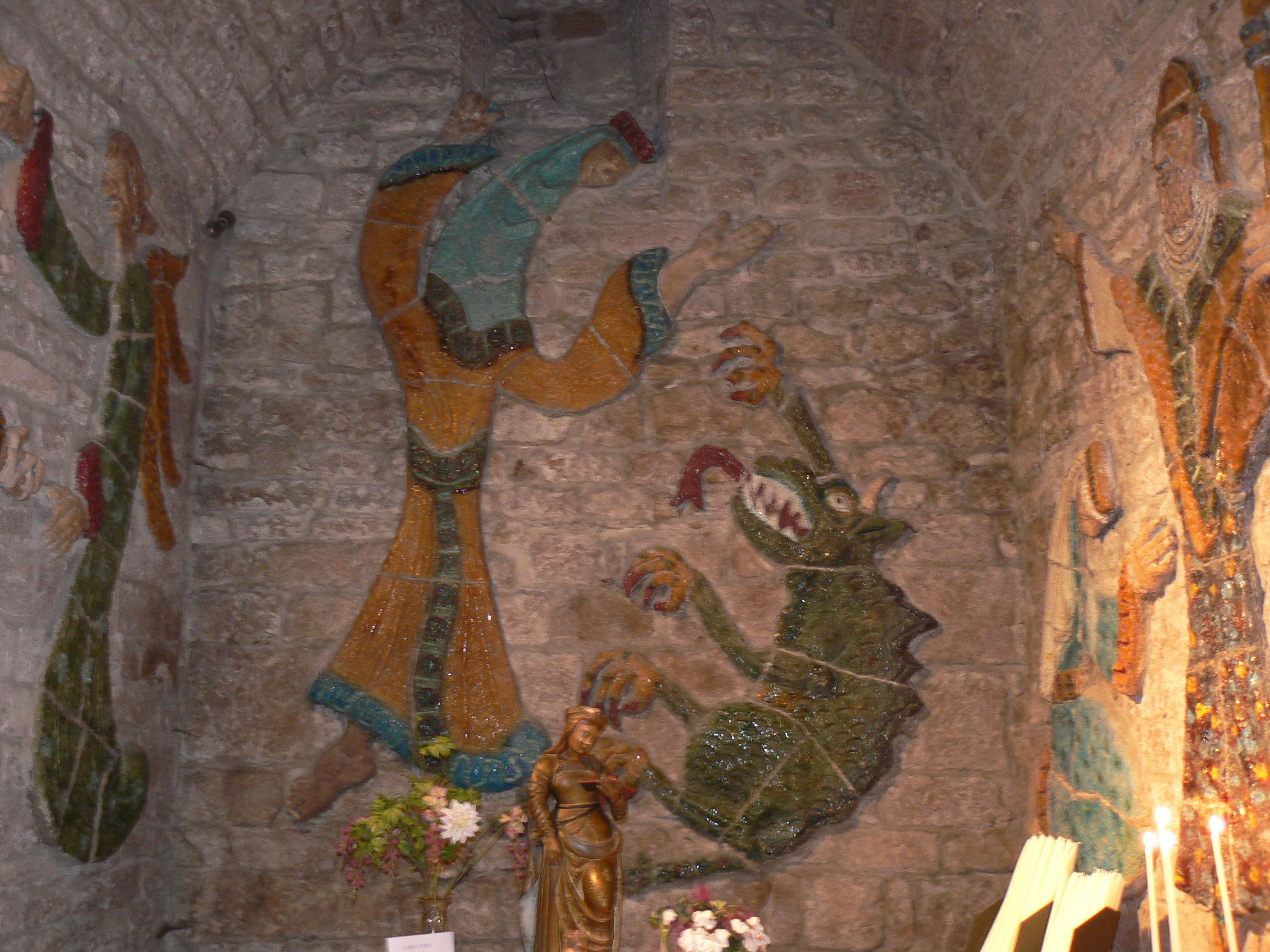
Énimie combattant le drac (paroi de l'église de Sainte-Enimie).

De sa grotte, elle aurait exaucé bien des miracles, mais l'histoire la plus importante reste sa lutte contre le Drac (sorte de diable en pays d'oc). Elle aurait été nommée abbesse par l'évêque Ilère, pourtant antérieur d'un siècle, et fonde un couvent mixte à Burlatis. Énimie et Ilère se seraient livré à un combat contre le Drac, incarnation du diable. Le chaos du Pas de Soucy serait le reflet de cette lutte.
Énimie passe la fin de sa vie retirée dans une grotte (aujourd’hui devenue l’Ermitage).

## Ses reliques
Selon la légende, après sa mort vers 628, son frère Dagobert, devenu roi, agrandit la basilique Saint-Denis et part à la recherche de reliques de saints. Arrivé sur les bords du Tarn pour venir sur le tombeau de sa sœur, il demande aux moniales où celui-ci se trouve. Elles se refusent à lui indiquer, ne voulant perdre leur dame. Dagobert découvre finalement le tombeau mais hésite entre deux cercueils. En effet, afin de se protéger, Énimie n'avait fait marquer aucun nom sur le sien, et celui d'Énimie sur celui de sa filleule. Ce sont les reliques de la filleule qui reposent auprès des rois de France en la basilique de Saint-Denis.
Cette histoire se serait perdue avec la disparition des moniales et ce n'est que plus tard lorsque les moines noirs, qui avaient installé leur monastère dans ce bourg, eurent un message divin leur indiquant le subterfuge de la princesse.
Les reliques de la princesse sont conservées à l’Ermitage jusqu’en 1970, date à laquelle elles furent volées.

## Les faits historiques

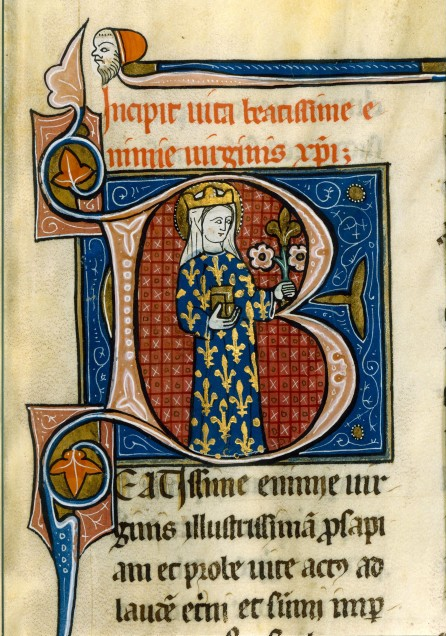
Enluminure d'un manuscrit du XIVe siècle figurant sainte Énimie.

La recherche historique a établi que l'existence de sainte Énimie n'est attestée par aucune source contemporaine. Les premières sources évoquant son nom n'apparaissent que six siècles plus tard. Il n'existe pas de traces de la sainte antérieures au XIe siècle.
La vie de sainte Énimie est largement liée à l’activité de l’évêque des Gabales Hilaire. Or l'hagiographe de sainte Énimie commet une erreur chronologique de plus d'un siècle. En effet, si l'existence de saint Hilaire est attestée, celle-ci remonte au VIe siècle puisque cet évêque assiste au concile de Clermont en 535.
De plus le récit de la légende répond à des enjeux correspondant à la fin du XIe siècle et au début du XIIe siècle. L'ensemble des récits hagiographiques évoquant sainte Énimie ont un lien fort avec le contexte politique du Gévaudan. Énimie y est présentée comme un appui pour l’évêque de Mende dans le cadre de l’établissement de la Paix de Dieu en Gévaudan.
La légende de la sainte sert aussi à assoir le pouvoir du monastère et à assurer sa relative indépendance. C'est dans cette logique qu'au XIIIe siècle le poème de Bertran de Marseille conforte le pouvoir du prieur du monastère opposé à l’évêque. C'est aussi le cas au début du XIVe siècle où le manuscrit orné, commandé par le prieur de Sainte-Énimie, soutient le monastère contre l’évêque issu de la famille de Randon.

## Culte
Un pèlerinage a lieu chaque année le premier dimanche d’octobre à l’Ermitage pour célébrer la patronne du village.

## Les lieux associés
- Sainte-Enimie (Lozère), anciennement Burlatis
- Église Sainte-Énimie de Champerboux

## Sources
- Bertran de Marseille, La vida de santa Enimia, La Canourgue, La Confrérie, 2001, 112 p. (ISBN 2-9516861-0-2)
- Félix Buffière, Ce tant rude Gévaudan [détail des éditions], tome I, chap. 12 « Sainte Énimie, sœur de Dagobert, princesse de légende »
- Fernand Peloux, "La légende de sainte Énimie et les IXe et Xe siècle en Gévaudan." Bulletin du Centre d'études et de recherches littéraires et scientifiques de Mende, 2010, 30, p. 41-57.